# Saah (Bénin)
Pour l’article homonyme, voir Saah.
Saah est un arrondissement situé dans le département de l'Alibori au Bénin. Il est placé sous juridiction administrative de la commune de Kandi.

## Histoire
Saah devient officiellement un arrondissement le 27 mai 2013 après la délibération et l'adoption par l'assemblée nationale du Bénin en sa séance du 15 février 2013 de la loi n° 2013-05 du 15/02/2013 portant création, organisation, attributions et fonctionnement des unités administratives  locales en République du Bénin.

## Administration
Saah fait partie des dix arrondissements que compte la commune de Kandi. Cet arrondissement compte 4 villages : Banikané, Foure, Lolo et Saah,,.

## Population
Selon le recensement général de la population et de l'habitation (RGPH4) de l'institut national de la statistique et de l'analyse économique (INSAE) au Bénin en 2013, la population de Saah s'élève à 8717 habitants dont 4402 hommes et 4315 femmes,.

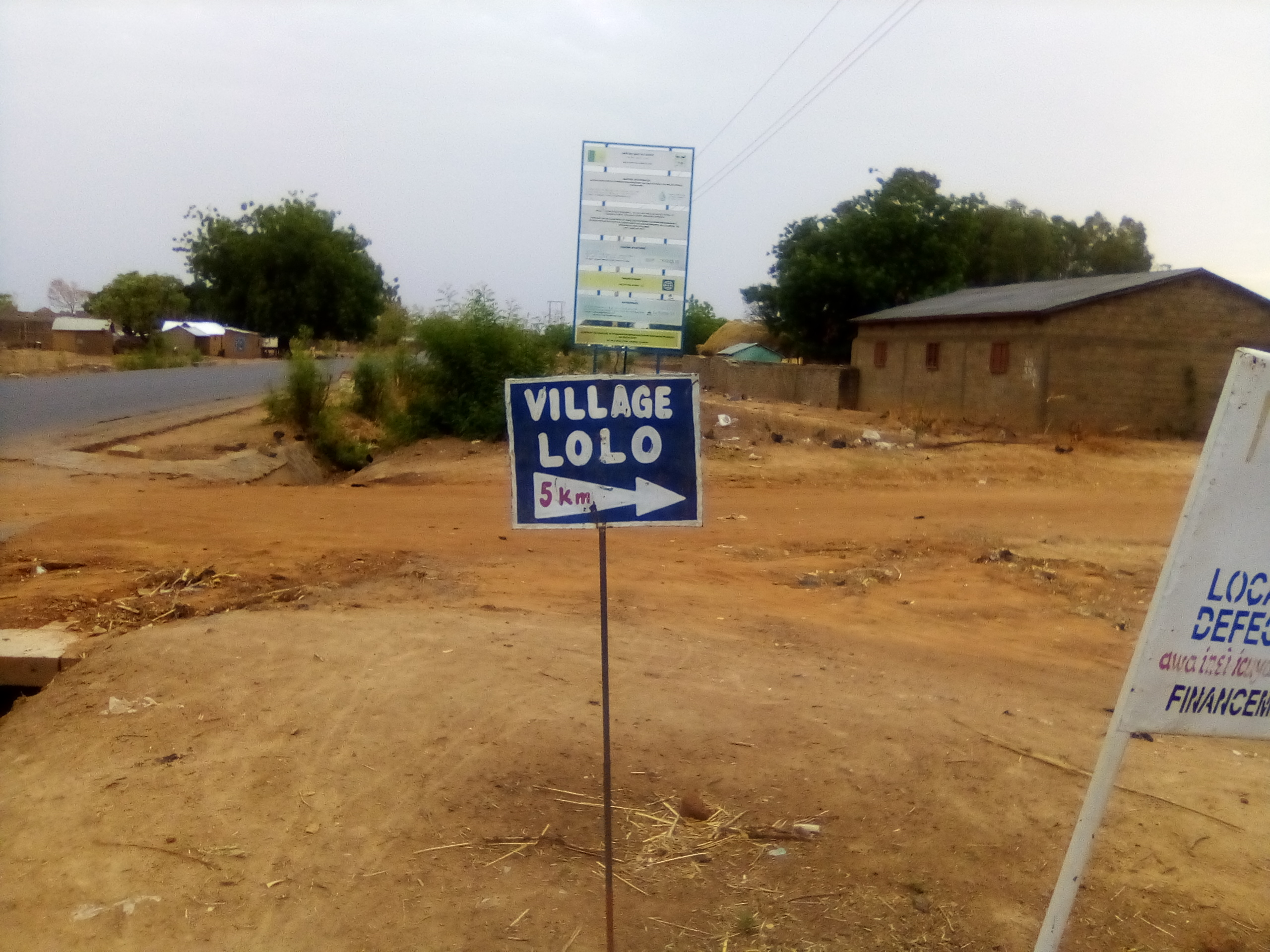
Plaque indiquant la route du village de Lolo à Saah